# Historický archiv Požarevac
Historický archiv Požarevac (srbsky Историјски архив Пожаревац) je kulturní instituce všeobecného významu, která se věnuje ochraně, uspořádání a archivování na území Braničevského okruhu v Srbsku. Je členem Mezinárodní rady archivů a Mezinárodního institutu pro výzkum archivnictví.
Archiv je příslušný pro město Požarevac a dále pro obce (opštiny) Veliko Gradište, Golubac, Kučevo, Malo Crniće, Žabari a Žagubica.

## Historie
Archiv byl založen jako Archivní středisko v dubnu 1948. V roce 1951 přešel pod republikovou úroveň jako Městský státní archiv (srbsky Gradska državna arhiva). Roku 1955 získal název Arhiv Požarevca a později byl oficiálně Meziopštinským archivem, s působností pro Požarevac a několik okolních opštin. Již v roce 1969 měl přesídlit do bývalých vojenských kasáren, nicméně objekt nebyl ve vyhovujícím stavu a rekonstruován byl až o několik desetiletí později.